# Flacey-en-Bresse
Flacey-en-Bresse is een gemeente in het Franse departement Saône-et-Loire (regio Bourgogne-Franche-Comté) en telt 353 inwoners (1999). De plaats maakt deel uit van het arrondissement Louhans.

## Geografie
De oppervlakte van Flacey-en-Bresse bedraagt 13,5 km², de bevolkingsdichtheid is 26,1 inwoners per km².
De onderstaande kaart toont de ligging van Flacey-en-Bresse met de belangrijkste infrastructuur en aangrenzende gemeenten.

## Demografie
Onderstaande figuur toont het verloop van het inwonertal (bron: INSEE-tellingen).